# Jens
| Drenge- | Drenge-   | Pige- | Pige-    | Efter- | Efter-      |
| ------- | --------- | ----- | -------- | ------ | ----------- |
| 1       | Peter     | 1     | Anne     | 1      | Nielsen     |
| 2       | Michael   | 2     | Mette    | 2      | Jensen      |
| 3       | Lars      | 3     | Kirsten  | 3      | Hansen      |
| 4       | Jens      | 4     | Hanne    | 4      | Andersen    |
| 5       | Thomas    | 5     | Anna     | 5      | Pedersen    |
| 6       | Henrik    | 6     | Helle    | 6      | Christensen |
| 7       | Søren     | 7     | Maria    | 7      | Larsen      |
| 8       | Christian | 8     | Susanne  | 8      | Sørensen    |
| 9       | Martin    | 9     | Lene     | 9      | Rasmussen   |
| 10      | Jan       | 10    | Marianne | 10     | Jørgensen   |

Jens er et drengenavn, der stammer fra Johannes. Det er et meget almindeligt brugt navn i Danmark, enten alene eller i sammensætninger med og uden bindestreg. Af fornavnet Jens er afledt efternavnet Jensen; søn af Jens. Ifølge Danmarks Statistik bærer 54.464 mænd navnet Jens i år 2007.

## Kendte personer med navnet
- Jens Schou, dansk klarinettist.
- Jens Albinus, dansk skuespiller.
- Jens Andersen, dansk skuespiller.
- Jens Arentzen, dansk skuespiller, instruktør og foredragsholder.
- Jens Baggesen, dansk forfatter.
- Jens Jørn Bertelsen, dansk fodboldspiller.
- Jens Bilgrav-Nielsen, dansk politiker og minister.
- Jens-Peter Bonde, dansk journalist og EU-politiker.
- Jens Christian Christensen (I.C. Christensen), dansk politiker og statsminister.
- Jens Enevoldsen, dansk skakspiller.
- Jens Fink-Jensen, dansk forfatter, fotograf og komponist.
- Jens Christian Grøndahl, dansk forfatter.
- Jens Jensen, dansk politiker.
- Jens Jeremies tysk fodboldspiller
- Jens Juel, dansk maler.
- Jens Kampmann, dansk politiker og minister.
- Jens Kistrup, dansk journalist og anmelder.
- Jens Martin Knudsen, dansk fysiker
- Jens Risgaard Knudsen, dansk politiker og minister.
- Jens Otto Krag, dansk politiker og statsminister.
- Jens Langkniv (Jens Olesen), dansk fredløs og oprører.
- Jens Lehmann, tysk fodboldspiller.
- Jens Lillelund, dansk modstandsmand og direktør.
- Jens Munk, dansk søofficer.
- Jens Nowotny, tysk fodboldspiller.
- Jens Okking, dansk skuespiller og EU-politiker.
- Jens Olsen, dansk urmager.
- Jens Rohde, dansk politiker.
- Jens Carl Sanderhoff, dansk forfatter.
- Jens August Schade, dansk forfatter.
- Jens Christian Skou, dansk fysiolog og modtager af Nobelprisen i kemi.
- Jens Stoltenberg, norsk politiker og statsminister.
- Jens Svalgaard Kohrt, dansk datalog.
- Jens Sætter-Lassen, dansk skuespiller.
- Jens Søndergaard, dansk maler.
- Jens Jørgen Thorsen, dansk kunstner og filminstruktør.
- Jens Jacob Tychsen, dansk skuespiller.
- Jens Unmack, dansk musiker.
- Jens Veggerby, dansk cykelrytter.
- Jens Voigt, tysk cykelrytter.

## Navnet anvendt i fiktion
- Her kommer Jens med fanen er en fanemarch fra 1808, som bruges i det danske forsvar, og blandt andet spilles dagligt af Livgarden.
- Jens Langkniv er brugt som figur i roman-, film-, tegneserie- og musiksammenhænge.
- Jens Lyn er det danske navn for tegneseriefiguren Flash Gordon.
- Jens Fup en ag hovedpersonerne i basserne.
- Jens Christensen er brugt som vittigheds navn om Jesus Kristus.
- Jens Vejmand er en dansk sang af Jeppe Aakjær fra 1905, med melodi af Carl Nielsen i 1907.

## Andre anvendelser
- "Jens" er fra det 19. århundrede brugt som betegnelse for en dansk soldat.